# Woskriesnoje Cztienije
„Woskriesnoje Cztienije” (ros. „Воскресное Чтение”, dosł. „Niedzielna Lektura”) – emigracyjne czasopismo pismo rosyjskie o tematyce religijnej, wydawane w Polsce w drugiej poł. lat 20. i w latach 30. XX wieku
Pismo zaczęło wychodzić 20 stycznia 1924 r. w Warszawie jako organ prasowy Polskiej Cerkwi Prawosławnej (do końca listopada 1938 r.). Podtytuł brzmiał: Cerkowno-narodnyj illustrirowannyj żurnał (Cerkiewno-Ludowe Czasopismo Ilustrowane). Ukazywało się co tydzień w niedziele po rosyjsku. Nakład wynosił kilkanaście tysięcy egzemplarzy. Było rozprowadzane nie tylko w Polsce, ale też okolicznych krajach. Funkcję redaktora naczelnego pełnił P. Ziemcow. Tematyka artykułów dotyczyła spraw religii prawosławnej i życia ludności prawosławnej w Polsce. Ostatni numer pisma wyszedł 27 sierpnia 1939 r. Ogółem wydano ponad 800 jego numerów.